# Lysiteles saltus
Lysiteles saltus är en spindelart som beskrevs av Ono 1979. Lysiteles saltus ingår i släktet Lysiteles och familjen krabbspindlar. Inga underarter finns listade i Catalogue of Life.